# Polypedilum caudocula
Polypedilum caudocula är en tvåvingeart som beskrevs av Kawai 1991. Polypedilum caudocula ingår i släktet Polypedilum och familjen fjädermyggor. Inga underarter finns listade i Catalogue of Life.